# Копил, Мариус
Ма́риус Ко́пил (рум. Marius Copil; род. 17 октября 1990 года в Араде, Румыния) — румынский теннисист; победитель одного турнира ATP в парном разряде.

## Общая информация
Мариус из спортивной семьи: его отец — Крачун — играл за национальную команду Румынии по регби, мать — Василиса — играла в сборной Румынии по гандболу. Уроженец Арада не единственный ребёнок в семье: у него также есть брат Раду Марьян.
Копил в теннисе с семи лет; с девяти до двенадцати лет совмещал занятия теннисом с занятиями футболом. Любимое покрытие — быстрый хард, лучший удар — подача. Во внетурнирное время румын занят тренировочным процессом в клубах в Бухаресте и Мюнхене.
Помимо родного румынского Мариус также владеет английским, немецким, испанским и итальянским языками.

## Спортивная карьера

### Начало карьеры
Первый титул на турнирах серии «фьючерс» Копил выиграл в 2007 году в Румынии. В сентябре 2008 года он дебютировал в основных соревнованиях АТП-тура, выступив на домашнем турнире в Бухаресте в парном разряде.
В марте 2009 года Копил сыграл первые матчи за сборную Румынии в отборочном раунде Кубка Дэвиса. В сентябре того же года Мариус получил Уайлд-кард в основную сетку турнира Бухаресте, дебютировав в основном туре в одиночном разряде. В первом раунде он победил своего земляка Виктора Кривого, а во втором проиграл испанцу Рубену Рамиресу Идальго.
В мае 2010 года в Кремоне Мариус пробился в свой первый финал турнира серии «челленджер». На своем пути к финалу он выиграл в трех сетах у австралийца Бернарда Томича в полуфинале, но в итоге проиграл в финале немцу Денису Гремельмайру. Первый «челленджер» он берёт на следующий год, когда выиграл в феврале в Казани. В финале он победил 4-го сеяного Андреаса Бека.
В октябре 2012 года в матче первого раунда турнира в Пекине Копил сумел обыграть 13-го номера мирового рейтинга АТП Марина Чилича. В феврале 2013 года румынский теннисист победил на «челленджере» в Кемпере. В январе 2014 года Мариус, пробившись через квалификацию на турнир в Брисбене, сумел впервые выйти в четвертьфинал турнира АТП. Такого же результата ему удалось достигнуть в октябре на зальном турнире в Стокгольме.

### 2015—2019

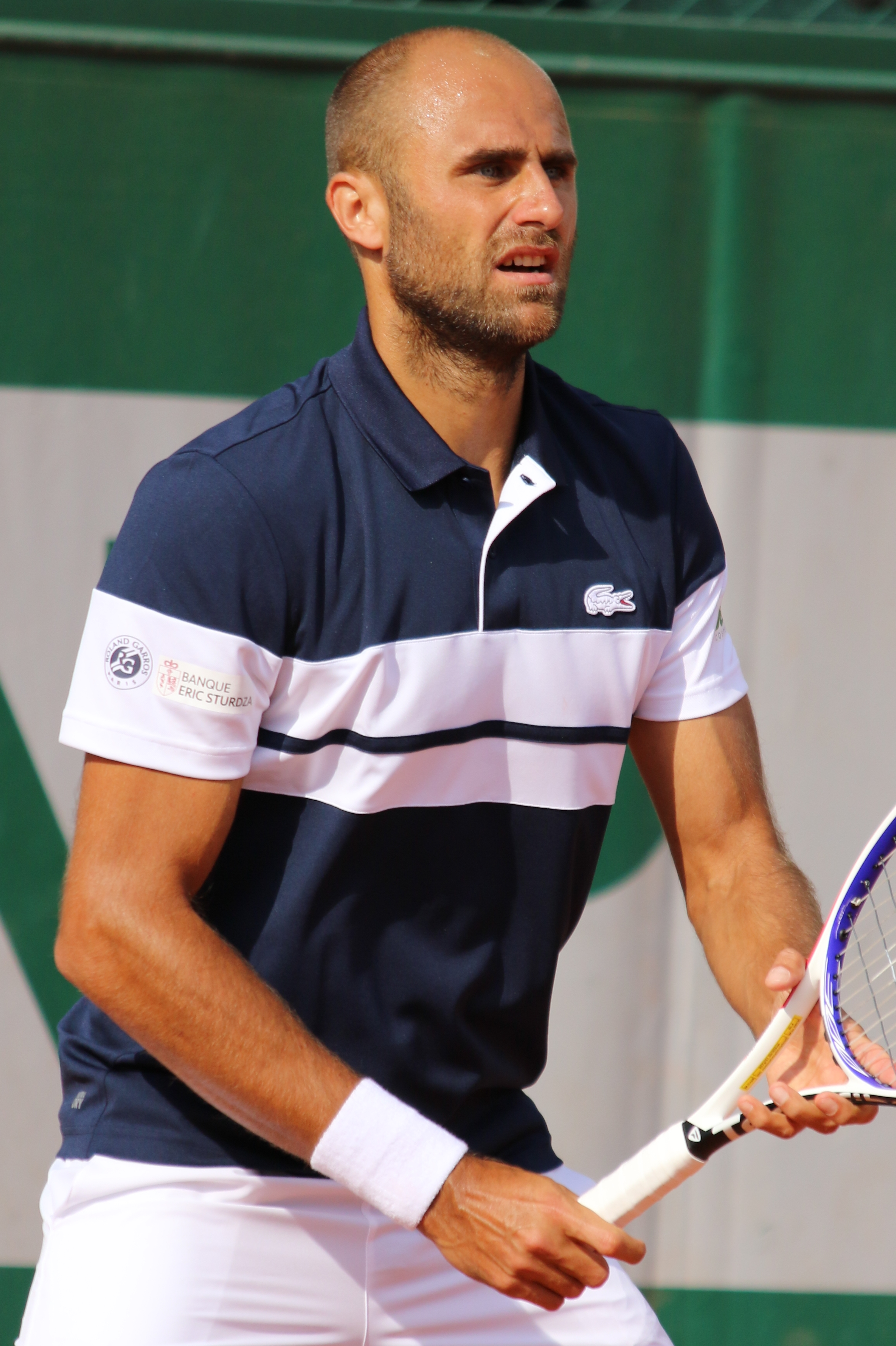
Копил на Открытом чемпионате Франции в 2019 году

В 2015 году после многих безуспешных попыток, Копил наконец-то смог попасть через квалификацию на турнир серии Большого шлема. Он выступил на Открытом чемпионате Австралии, где к тому же обновил рекорд, выполнив самую быструю подачу на турнирах серии Большого Шлема: 242,0 км/ч. В апреле того же года Копил смог выиграть первый титул в Мировом туре. Ему удалось стать победителем домашнего турнира в Бухаресте в парном разряде, где он играл в дуэте с Адрианом Унгуром. В июне на траве в Хертогенбосе Копил смог выйти в четвертьфинал.
В июне 2016 года Копил прошёл квалификационный отбор и дебютировал на Уимблдонском турнире. В октябре он вышел в 1/4 финала турнира в Антверпене, а также победил на «челленджере» в Будапеште. В мае 2017 года 26-летний румынский теннисист впервые поднялся в топ-100 одиночного рейтинга АТП, а затем прошёл в основную сетку Открытого чемпионата Франции. В августе он также совершил дебют и на Открытом чемпионате США. В сентябре Копил доиграл до четвертьфинала турнира в Меце.
В начале февраля 2018 года на турнире в Софии Мариус Копил сыграл в решающем матче за титул против боснийца Мирзы Башича, но уступил в трёх сетах 6-7(6), 7-6(4), 4-6. В июне он вышел в четвертьфинал турнира в Хертогенбосе. В октябре Копил неожиданно дошёл из квалификации до финала турнира АТП в Базеле, где впервые в карьере обыграл сразу двух игроков топ-10 — во втором раунде № 6 Марина Чилича (7-5, 7-6) и в полуфинале № 5 Александра Зверева (6-3, 6-7, 6-4). Примечательно, что в квалификации, в которой Копил даже не был посеян, румын обыграл также старшего брата Александра Зверева — Мишу (7-5, 7-5). В финале Копил уступил именитому Роджеру Федереру со счётом 6-7(5), 4-6, хотя вёл во втором сете 4-1.
На Открытом чемпионате Австралии 2019 года Копил дошёл до второго раунда, проиграв Давиду Гоффену из Бельгии в четырёх сетах. После турнира он поднялся на самое высокое в карьере 56-е место в рейтинге. В июле на Уимблдонском турнире проиграл в первом раунде аргентинцу Гидо Пелье в четырёх сетах. На Открытом чемпионате США он также добрался до второго раунда, где проиграл Гаэлю Монфису в трёх сетах. В октябре 2019 года дошёл до четвертьфинала турнира ATP 250 в Антверпене, но проиграл будущему победителю британцу Энди Маррею в трёх сетах — 3-6, 7-6(7), 4-6.

## Рейтинг на конец года
| Год  | Одиночный рейтинг | Парный рейтинг |
| 2023 | 320               | 777            |
| 2022 | 374               | 541            |
| 2021 | 280               | 483            |
| 2020 | 216               | 217            |
| 2019 | 153               | 228            |
| 2018 | 60                | 544            |
| 2017 | 93                | 730            |
| 2016 | 132               | 403            |
| 2015 | 165               | 227            |
| 2014 | 172               | 479            |
| 2013 | 147               | 906            |
| 2012 | 160               | 320            |
| 2011 | 217               | 645            |
| 2010 | 219               | 329            |
| 2009 | 467               | 283            |
| 2008 | 631               | 722            |
| 2007 | 742               |                |
| 2006 | 1541              | 1116           |

## Выступления на турнирах

### Финалы турнировATPв одиночном разряде (2)

#### Поражения (2)
| Легенда                     |
| --------------------------- |
| Турниры Большого шлема (0)* |
| Итоговый турнир ATP (0)     |
| Мастерс (0)                 |
| АТР 500 (0)                 |
| АТР 250 (0+1)               |

| Титулы по покрытиям | Титулы по месту проведения матчей турнира |
| ------------------- | ----------------------------------------- |
| Хард (0)*           | Зал (0)                                   |
| Грунт (0+1)         | Зал (0)                                   |
| Трава (0)           | Открытый воздух (0+1)                     |
| Ковёр (0)           | Открытый воздух (0+1)                     |

* количество побед в одиночном разряде + количество побед в парном разряде.
| №  | Дата            | Турнир            | Покрытие   | Соперники в финале | Счёт              |
| 1. | 11 февраля 2018 | София, Болгария   | Хард (зал) | Мирза Башич        | 6-7(6) 7-6(4) 4-6 |
| 2. | 28 октября 2018 | Базель, Швейцария | Хард (зал) | Роджер Федерер     | 6-7(5) 4-6        |

### Финалы челленджеров и фьючерсов в одиночном разряде (21)

#### Победы (8)
| Условные обозначения |
| Челленджеры (3+2)*   |
| Фьючерсы (5+7)       |

| Титулы по покрытиям | Титулы по месту проведения матчей турнира |
| ------------------- | ----------------------------------------- |
| Хард (5+3)*         | Зал (3+2)                                 |
| Грунт (3+5)         | Зал (3+2)                                 |
| Трава (0)           | Открытый воздух (5+7)                     |
| Ковёр (0+1)         | Открытый воздух (5+7)                     |

* количество побед в одиночном разряде + количество побед в парном разряде.
| №  | Дата            | Турнир               | Покрытие   | Соперник в финале | Счёт          |
| 1. | 19 августа 2007 | Бухарест, Румыния    | Грунт      | Мартин Алунд      | 6-3 6-4       |
| 2. | 17 августа 2008 | Дева, Румыния        | Грунт      | Андрей Млендя     | 6-3 7-6(5)    |
| 3. | 29 января 2010  | Гватемала, Гватемала | Хард       | Иван Эндара       | 7-6(5) 7-6(3) |
| 4. | 6 февраля 2011  | Казань, Россия       | Хард (зал) | Андреас Бек       | 6-4 6-4       |
| 5. | 17 февраля 2013 | Кемпер, Франция      | Хард (зал) | Марк Жикель       | 7-6(9) 6-4    |
| 6. | 30 октября 2016 | Будапешт, Венгрия    | Хард (зал) | Стив Дарси        | 6-4 6-2       |
| 7. | 13 марта 2022   | Портиман, Португалия | Хард       | Алексей Ватутин   | 7-5 6-2       |
| 8. | 30 июля 2023    | Бакэу, Румыния       | Грунт      | Эрнан Касанова    | 6-3 7-6(4)    |

#### Поражения (13)
| №   | Дата             | Турнир                   | Покрытие   | Соперник в финале        | Счёт           |
| 1.  | 23 августа 2009  | Арад, Румыния            | Грунт      | Аттила Балаж             | 6-3 5-7 3-6    |
| 2.  | 11 октября 2009  | Парос, Греция            | Ковёр      | Петар Еленич             | 6-2 4-6 6-7(2) |
| 3.  | 23 мая 2010      | Кремона, Италия          | Хард       | Денис Гремельмайр        | 4-6 5-7        |
| 4.  | 23 января 2011   | Штутгарт, Германия       | Хард (зал) | Ян Мертль                | 6-3 3-6 4-6    |
| 5.  | 29 мая 2011      | Бухарест, Румыния        | Грунт      | Петру-Александру Лункану | 6-3 4-6 5-7    |
| 6.  | 5 февраля 2012   | Казань, Россия           | Хард (зал) | Юрген Цопп               | 6-7(4) 6-7(4)  |
| 7.  | 9 июня 2013      | Арад, Румыния            | Грунт      | Адриан Унгур             | 4-6 6-7(3)     |
| 8.  | 28 июля 2013     | Гимарайнш, Португалия    | Хард       | Жуан Соуза               | 3-6 0-6        |
| 9.  | 27 сентября 2015 | Измир, Турция            | Хард       | Лукаш Лацко              | 3-6 6-7(5)     |
| 10. | 12 июня 2016     | Сербитон, Великобритания | Трава      | Лу Яньсюнь               | 5-7 6-7(11)    |
| 11. | 13 ноября 2016   | Братислава, Словакия     | Хард (зал) | Норберт Гомбош           | 6-7(8) 6-4 3-6 |
| 12. | 8 октября 2017   | Гаосюн, Тайвань          | Хард       | Евгений Донской          | 6-7(0) 5-7     |
| 13. | 12 ноября 2017   | Братислава, Словакия     | Хард (зал) | Лукаш Лацко              | 4-6 6-7(4)     |

### Финалы турнировATPв парном разряде (1)

#### Победы (1)
| №  | Дата           | Турнир            | Покрытие | Партнёр      | Соперники в финале        | Счёт            |
| 1. | 26 апреля 2015 | Бухарест, Румыния | Грунт    | Адриан Унгур | Николас Монро Артём Ситак | 3-6 7-5 [17-15] |

### Финалы челленджеров и фьючерсов в парном разряде (20)

#### Победы (9)
| №  | Дата             | Турнир               | Покрытие    | Партнёр                  | Соперники в финале               | Счёт               |
| 1. | 17 августа 2008  | Дева, Румыния        | Грунт       | Илие-Аурелян Джурджу     | Хуберт Хольцлер Боян Шумански    | 6-3 6-2            |
| 2. | 8 февраля 2009   | Нуслох, Германия     | Ковёр (зал) | Петру-Александру Лункану | Джонатан Маррей Расмус Норби     | Без игры           |
| 3. | 10 мая 2009      | Крайова, Румыния     | Грунт       | Петру-Александру Лункану | Раду Албот Андрей Чумак          | 7-5 6-1            |
| 4. | 23 августа 2009  | Арад, Румыния        | Грунт       | Вашек Поспишил           | Андрей Млендя Иржи Сколоудик     | 6-3 6-4            |
| 5. | 29 января 2010   | Гватемала, Гватемала | Хард        | Иван Эндара              | Рубен Гонсалес Джеймс Ладлоу     | 7-5 6-3            |
| 6. | 21 января 2012   | Штутгарт, Германия   | Хард (зал)  | Симон Штадлер            | Кевин Кравиц Марсель Циммерман   | 6-1 6-2            |
| 7. | 3 июня 2012      | Бакэу, Румыния       | Грунт       | Виктор Кривой            | Тимо Ниеминен Харри Хелиёваара   | 6-3 6-4            |
| 8. | 9 сентября 2012  | Брашов, Румыния      | Грунт       | Виктор Кривой            | Александр Недовесов Андрей Чумак | 6-7(8) 6-4 [14-12] |
| 9. | 25 сентября 2016 | Измир, Турция        | Хард        | Марко Кьюдинелли         | Садио Думбия Кальвин Эмери       | 6-4 6-4            |

#### Поражения (11)
| №   | Дата             | Турнир                    | Покрытие | Партнёр                   | Соперники в финале                                 | Счёт                 |
| 1.  | 12 июля 2009     | Яссы, Румыния             | Грунт    | Виктор Йоницэ             | Вадим Алексеенко Глеб Алексеенко                   | 3-6 6-2 [7-10]       |
| 2.  | 19 июля 2009     | Клуж-Напока, Румыния      | Грунт    | Илие-Аурелян Джурджу      | Вадим Алексеенко Глеб Алексеенко                   | 4-6 4-6              |
| 3.  | 26 июля 2009     | Орадя, Румыния            | Грунт    | Илие-Аурелян Джурджу      | Аттила Балаж Дьордь Балаж                          | 2-6 2-6              |
| 4.  | 16 августа 2009  | Больцано, Италия          | Грунт    | Анталь ван дер Дёйм       | Леонарду Товариш Мануэль Хоркера                   | 7-6(2) 3-6 [5-10]    |
| 5.  | 30 августа 2009  | Брашов, Румыния           | Грунт    | Вашек Поспишил            | Херард Гранольерс Пуйоль Карлос Кальдерон Родригес | 5-7 7-6(2) [10-12]   |
| 6.  | 16 октября 2010  | Реджо-ди-Калабрия, Италия | Грунт    | Джузеппе Фараоне          | Андреа Арнабольди Джанлука Назо                    | 4-6 4-6              |
| 7.  | 25 мая 2012      | Бухарест, Румыния         | Грунт    | Виктор Кривой             | Андрей Дээску Флорин Мерджа                        | 6-7(4) 2-6           |
| 8.  | 20 июля 2014     | Бингемтон, США            | Хард     | Сергей Стаховский         | Даниэль Кокс Даниэль Сметхёрст                     | 7-6(3) 2-6 [6-10]    |
| 9.  | 28 сентября 2014 | Сибиу, Румыния            | Грунт    | Александру-Даниэль Карпен | Потито Стараче Адриан Унгур                        | 5-7 2-6              |
| 10. | 18 сентября 2016 | Стамбул, Турция           | Хард     | Марко Кьюдинелли          | Садио Думбия Кальвин Эмери                         | 4-6 3-6              |
| 11. | 30 июля 2023     | Бакэу, Румыния            | Грунт    | Богдан Павел              | Эрнан Касанова Хуан Пабло Пас                      | 6-7(4) 7-6(4) [8-10] |